# استقلال (نظرية الاحتمال)

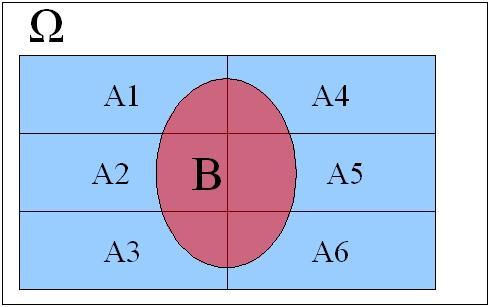

في نظرية الاحتمال، يقال عن حدثين أنهما مستقلان إذا كان حدوث أحدهما لا يؤثر في احتمال حدوث الآخر.

## تعريف
نقول ان حدثين A و B مستقلين فقط إذا :
{\displaystyle P(A\cap B)=P(A)\times P(B)}